# Saxifraga vvedenskyi
Saxifraga vvedenskyi är en stenbräckeväxtart som beskrevs av Abdullaeva. Saxifraga vvedenskyi ingår i Bräckesläktet som ingår i familjen stenbräckeväxter. Inga underarter finns listade i Catalogue of Life.